# Eragrostis lepida
Eragrostis lepida là một loài thực vật có hoa trong họ Hòa thảo. Loài này được (A.Rich.) Hochst. ex Steud. mô tả khoa học đầu tiên năm 1854.